# 穆爾塔勒爾峰
46°34′14″N 10°17′15″E / 46.57056°N 10.28750°E
穆爾塔勒爾峰，是歐洲的山峰，位於意大利和瑞士接壤的邊境，屬於奥特莱斯山的一部分，海拔高度3,180米，每年平均降雨量1,367毫米。